# 아피체
아피체(이탈리아어: Apice)는 이탈리아 캄파니아주 베네벤토도의 코무네다. 나폴리로부터 북동쪽 70km, 베네벤토로부터 동쪽 13km 거리에 있다.